# Tcsh
Chronologie des versions
Csh
tcsh est un shell Unix basé sur le C shell (csh) et compatible avec ce dernier. Il ajoute à csh plusieurs améliorations, comme la complétion des noms de fichier, l'édition de commande en ligne. 
La lettre « t » dans tcsh provient du T de TENEX, un système d'exploitation qui a inspiré l'auteur du tcsh. 
Il remplaça le C shell comme shell par défaut sur la plupart des systèmes d'exploitation modernes dérivant de BSD. Il a été le shell par défaut sur le Mac OS X jusqu'au Mac OS X v10.2 (dans Mac OS X v10.3 il a été remplacé par bash, mais tcsh est toujours présent).